# Kafr al-Madawir
Kafr al-Madawir – miejscowość w Egipcie, w muhafazie Al-Minja, w dystrykcie Maghagha. W 2006 roku liczyła 4609 mieszkańców.